# Symphorema
Symphorema es un género con 12 especies de plantas con flores perteneciente a la familia Lamiaceae.
Nativo de la India, sur de China a Malasia

## Especies seleccionadas
| - Symphorema cumingianum - Symphorema glabrum - Symphorema grossum - Symphorema involucratum - Symphorema jackianum - Symphorema luzonicum | - Symphorema luzoniense - Symphorema microstylis - Symphorema paniculatum - Symphorema pentandrum - Symphorema polyandrum - Symphorema unguiculatum |

## Sinonimia
- Analectis Juss. (1805).
- Sczegleewia Turcz. (1863).[1]